# Altenglan
Altenglan ist eine Ortsgemeinde im Landkreis Kusel in Rheinland-Pfalz und gehört der Verbandsgemeinde Kusel-Altenglan an. Altenglan ist gemäß Landesplanung als Grundzentrum ausgewiesen.

## Geographie

### Lage
Die Ortsgemeinde Altenglan liegt in der Westpfalz im Nordpfälzer Bergland. Die Gemeinde gliedert sich in die Ortsteile Altenglan, Mühlbach und Patersbach. Die nächste Stadt ist die Kreisstadt Kusel, 5 km westlich von Altenglan gelegen.

### Erhebungen
Der Ortsteil Mühlbach liegt am Fuße des Potzberges. Im Südwesten der Gemeindegemarkung befinden sich außerdem Ausläufer des Remigiusberg.

### Gewässer
Die Ortsgemeinde liegt am Glan, der namensgebend für die Ansiedlung war. Innerhalb der Gemeindegemarkung münden von links der Kuselbach und der Patersbach sowie von rechts der Mühlbach und der Reichenbach in den Glan. Der Kalschbach, ein rechter Nebenfluss des Reichenbach, bildet weitestgehend die östliche Gemeindegrenze zu Bosenbach.

### Geologie
Nach dem Ort ist die Altenglan-Formation, eine lithostratigraphische Gesteinseinheit, benannt.

## Geschichte
Altenglan war Teil des großen Reichslandbezirks um Kaiserslautern, des „Vosagus“ oder Wasgauforstes, und gehörte zum Nahegau. Auf eine königliche Schenkung geht der kurz vor 590 an das Bistum Reims gekommene Besitz um Kusel zurück, der 931 an das Reimser Kloster St. Remi übergeben wurde. Das später „Remigiusland“ genannte Gebiet kam um 1125 als Reimser Lehen zum Herrschaftsgebiet der Grafen von Veldenz und über sie 1444 an die Herzöge von Zweibrücken. Erstmals als „Gleni“ im Jahr 866 urkundlich greifbar, wurde das Dorf seit der Mitte des 12. Jahrhunderts als „Aldenglane“ bezeichnet. Bis zum Herrschaftswechsel im Jahr 1444 gehörte es der Schultheißerei Ulmet an und wurde wie alle Dörfer des Remigiuslandes vom veldenzischen Oberamt Lichtenberg aus verwaltet.
Von 1798 bis 1814, als die Pfalz Teil der Französischen Republik (bis 1804) und anschließend Teil des Napoleonischen Kaiserreichs war, war der Ort in den Kanton Kusel eingegliedert. 1815 gehörte Altenglan zunächst zu Österreich. Nach dem Wiener Kongress wurde er ein Jahr später dem Bayern zugeschlagen. Von 1818 bis 1862 gehörte die Gemeinde weiterhin dem Kanton Kusel an und war Bestandteil des Landkommissariat Kusel, das anschließend in ein Bezirksamt umgewandelt wurde.
1915, mitten im Ersten Weltkrieg, fungierte Altenglan für die unmittelbaren Umlandgemeinden als Ortssammelstelle für Liebesgaben. 1939 wurde der Ort in den Landkreis Kusel eingegliedert. Nach dem Zweiten Weltkrieg wurde Altenglan innerhalb der französischen Besatzungszone Teil des damals neu gebildeten Landes Rheinland-Pfalz. Im Zuge der ersten rheinland-pfälzischen Verwaltungsreform wurden die Nachbarorte Mühlbach am Glan und Patersbach  am 7. Juni 1969 nach Altenglan eingemeindet.
Drei Jahre später wurde Altenglan Sitz der neu gebildeten gleichnamigen Verbandsgemeinde. Seit 2018 gehört der Ort zur Verbandsgemeinde Kusel-Altenglan.

## Bevölkerung

### Einwohnerentwicklung
Vor dem Dreißigjährigen Krieg (1609) lebten in Altenglan 200 Personen in 37 Haushalten. Nach dem Ende des Alten Reichs und der kurzen Zugehörigkeit zu Frankreich (1797–1814) kam Altenglan mit der linksrheinischen Pfalz an das Königreich Bayern. 1802 zählte die Gemeinde 328 Einwohner, deren Zahl sich bis 1867 auf 639 steigerte. 1997 wohnten in Altenglan 1.848 Menschen.

### Religion
Die protestantische Pfarrei Altenglan ist ein Zusammenschluss von zwei Kirchengemeinden, zum einen der Kirchengemeinde Altenglan mit den Filialorten Bedesbach, Patersbach und Friedelhausen und zum anderen der Kirchengemeinde Mühlbach am Glan. Rund 3.200 Gemeindemitglieder, 2.400 in Altenglan und 800 in Mühlbach werden von ihr betreut.

## Politik

### Bürgermeister
Yvonne Draudt-Awe (parteilos) wurde am 9. August 2019 Ortsbürgermeisterin von Altenglan. Bei der Stichwahl am 16. Juni 2019 hatte sie sich mit einem Stimmenanteil von 55,38 % durchgesetzt, nachdem bei der Direktwahl am 26. Mai 2019 keiner der Bewerber eine ausreichende Mehrheit erreicht hatte.
Bei der Wahl am 9. Juni 2024 wurde sie mit 69,8 % der Stimmen ohne Gegenkandidaten im Amt bestätigt.
Frieder Haag (SPD) hatte als Vorgänger von Yvonne Draudt-Awe das Amt 15 Jahre ausgeübt, 2019 jedoch auf eine erneute Kandidatur verzichtet.

### Wappen
Der heilige Remigius im Wappen verweist auf die frühere Zugehörigkeit der Gemeinde zum Bistum Reims. Der Veldenzer Löwe deutet auf die Zugehörigkeit zur Grafschaft Veldenz und zum späteren Herzogtum Zweibrücken hin. Das untere Zeichen stammt aus dem Gerichtssiegel von Ulmet, mit dem auch die Altenglaner Urkunden besiegelt waren.

## Kultur und Sehenswürdigkeiten

### Kulturdenkmäler
Die Mühlbacher Mühle ist als Denkmalzone ausgewiesen. Hinzu kommen insgesamt 13 Einzelobjekte, die unter Denkmalschutz stehen.

### Natur
Innerhalb der Gemeindegemarkung existieren drei Naturdenkmale.

### Regelmäßige Veranstaltungen
Die Glaner Kerb wird regelmäßig am dritten Wochenende im August gefeiert. Zudem existiert das Feuerwehrfest.

## Wirtschaft und Infrastruktur

### Wirtschaft
Größtes industrielles Unternehmen in Altenglan ist die Firma Main Metall. Drei Lebensmittelmärkte, mehrere andere Geschäfte und Gaststätten, ein Optiker, eine Apotheke und fünf Arztpraxen, mehrere Werkstätten, Schreinereien, ein Lackierer und eine Autoverwertung sind in Altenglan niedergelassen. Zudem besitzt die Volksbank Glan-Münchweiler vor Ort eine Filiale.
Momentan wird das Gewerbe- und Industriegebiet „Im Brühl“ erschlossen, in dem auch die Feuerwehr angesiedelt ist. Die verkehrsgünstige Lage ist mit ein Grund dafür, dass sich die Ansiedlung stetig weiterentwickelt hat. Dort befinden sich inzwischen ein Zimmereibetrieb sowie ein Metallbaubetrieb.

### Verkehr
Straße

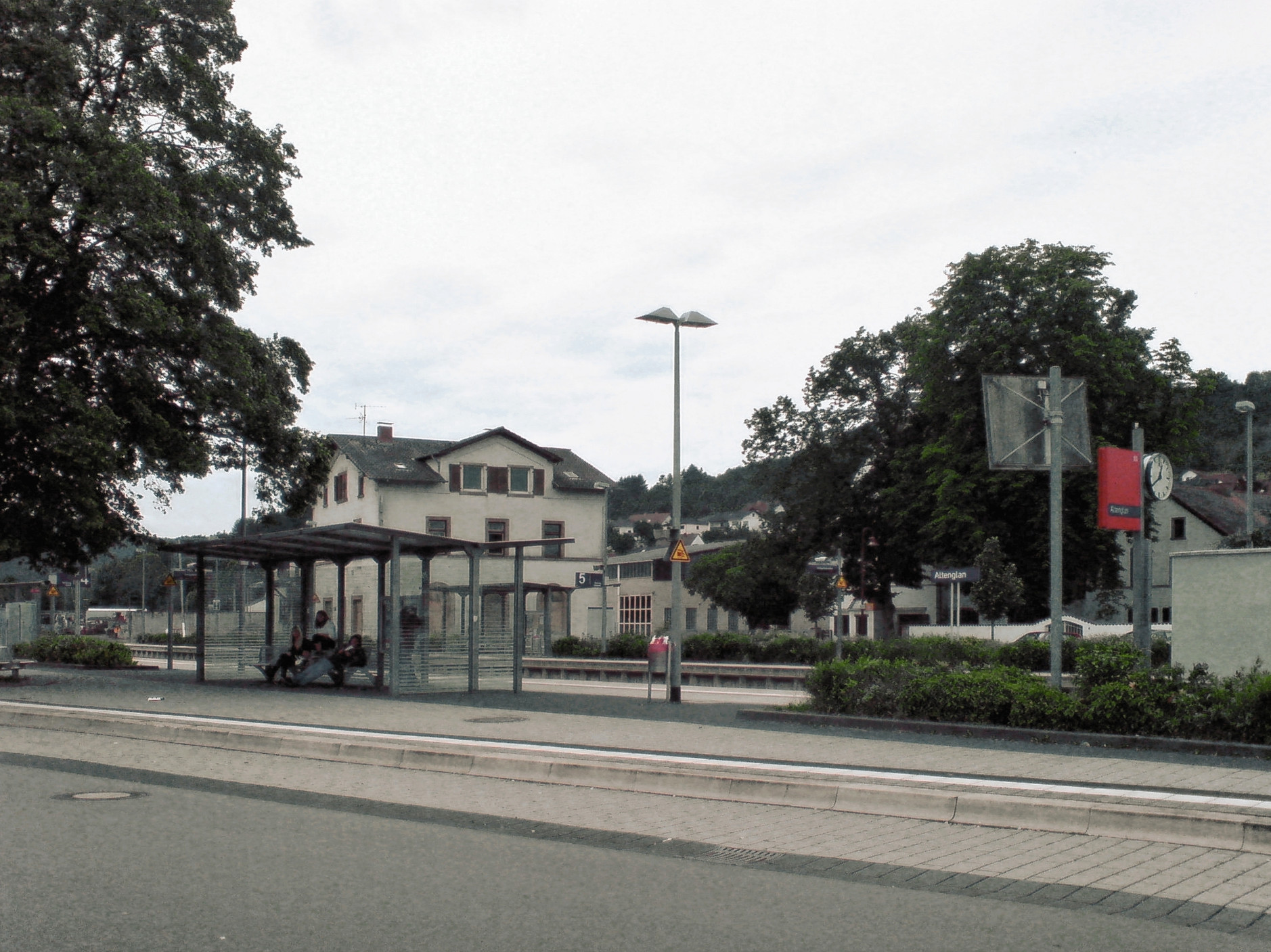
Bahnhof Altenglan im Jahr 2012

In Altenglan mündet die Bundesstraße 423 in die Bundesstraße 420, über die man die etwa zehn Kilometer südwestlich von Altenglan gelegene Anschlussstelle Kusel der Bundesautobahn 62 erreicht. Zudem ist die Gemeinde westlicher Ausgangspunkt der Landesstraße 367, die nach Rodenbach führt und der Landesstraße 368, die eine Verbindung nach Oberweiler-Tiefenbach herstellt.
Schiene
Am Bahnhof Altenglan an der 1868 eröffneten Bahnstrecke Landstuhl–Kusel halten stündlich Regionalbahnen der Linie RB 67, die in der Relation Kaiserslautern–Landstuhl–Kusel verkehrt.
Auf der am Bahnhof Altenglan abzweigenden Glantalbahn nach Staudernheim findet nur noch ein touristischer Draisinenverkehr statt. Letztere wurde 1904 auf voller Länge in der Relation Homburg–Bad Münster am Stein eröffnet und verlief in südlicher Richtung bis Glan-Münchweiler gemeinsam mit der Strecke nach Landstuhl. Der Verkehr nach Homburg endete 1981, der Personenverkehr in nördliche Richtung vier Jahre später.

### Einrichtungen

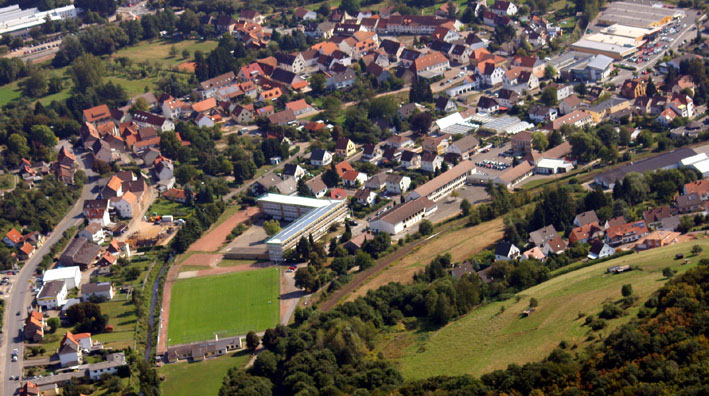
Luftbild von 2009 mit Sportplatz und Schule

An Einrichtungen sind eine Realschule plus, ein beheiztes Sport- und Freizeitbad, einer der beiden Standorte der Verbandsgemeindeverwaltung und einige ihrer Werke, sowie die Feuerwehr vorhanden. Außerdem befinden sich in Altenglan zwei Kindergärten, der protestantische Kindergarten in Altenglan und der gemeindliche Kindergarten in Mühlbach.

### Sicherheit
In Altenglan ist eine sogenannte „Stützpunktfeuerwehr“ angesiedelt, die Freiwillige Feuerwehr Altenglan besteht seit dem Jahre 1880 und feierte somit im September 2005 ihr 125-jähriges Bestehen; die dortige Jugendfeuerwehr besteht seit 1980 und feierte im selben Jahr das 25-jähriges Bestehen. Die Freiwillige Feuerwehr sorgt für den Brandschutz und die allgemeine Hilfe. Sie unterstützt durch ihre Einsatzzentrale sämtliche alarmierten Feuerwehren in der Umgebung.

### Tourismus
Durch Altenglan verläuft der Glan-Blies-Radweg. Zudem ist der Ort westlicher Ausgangspunkt des Pfälzer-Land-Radwegs, der bis nach Enkenbach-Alsenborn führt sowie Start- und Zielort der Draisinenstrecke nach Staudernheim.

## Persönlichkeiten

### Söhne und Töchter der Gemeinde
- Heinrich Müller (1892–1968), Architekt der Postbauschule
- Rainer Hamm (* 1943), Strafverteidiger und Strafrechtsprofessor
- Jörg Matheis (1970–2023), Schriftsteller

### Personen, die vor Ort gewirkt haben
- Friedrich Georg Berni (1900–1946), deutscher Nationalsozialist, starb vor Ort
- Phillip Best (1814–1869), Brauer und Präsident der Phillip Best Brewing Company, starb vor Ort
- Michael Seyl (* 1963), Künstler, wohnte von 1998 bis 2011 in Altenglan